# 有川節夫
有川 節夫（ありかわ せつお、1941年4月 - ）は、日本の情報科学者、第22代九州大学総長。第8代放送大学学園理事長。

## 来歴
鹿児島市出身。1960年鹿児島市立鹿児島玉龍高等学校卒、1964年九州大学理学部数学科卒、1966年九州大学大学院理学研究科修士課程修了、九州大学理学部助手。1969年九州大学より理学博士の学位を取得、学位論文の題は 「Elementary formal systems and formal languages-simple formal systems(基本形式的体系と形式的言語-単純形式的体系)」。
京都大学数理解析研究所助手を経て、1970年九州大学理学部附属基礎情報学研究施設講師、1973年助教授、1985年教授、1996年九州大学システム情報科学研究院教授、九州大学評議員、1998年附属図書館長、2002年副学長、2005年定年となり特任教授、附属図書館長、2006年国立情報学研究所客員教授、2008年4月から2014年3月まで九州大学総長。2017年4月から2022年1月まで放送大学学園理事長。2023年、瑞宝重光章受章。
発見科学の学問領域を確立した。

## 著書
- PL/I入門 朝倉書店 1971（プログラミング演習シリーズ）
- オートマトンと計算可能性 宮野悟共著 培風館 1986.9（情報処理シリーズ）
- 述語論理と論理プログラミング 原口誠共著 オーム社 1988.5（知識工学講座）

## 翻訳
- 知識の帰納的推論 E.Y.Shapiro 共立出版 1986.7（知識情報処理シリーズ）

## 栄典
- 2023年4月 瑞宝重光章受章[3]